# جیمز واتکینز (کارگردان)
جیمز واتکینز (انگلیسی: James Watkins؛ ۲۰ مهٔ ۱۹۷۳) کارگردان و فیلم‌نامه‌نویس انگلیسی است که بیشتر برای فیلم زن سیاه‌پوش با بازی دنیل ردکلیف شناخته شده است. این فیلم پرفروش‌ترین فیلم ترسناک بریتانیایی از آغاز ثبت رکوردها محسوب می‌شود.
واتکینز همچنین فیلم مهیج مورد تحسین دریاچه بهشت با بازی کلی رایلی و مایکل فاسبندر را نوشت و کارگردانی کرد که در سال ۲۰۰۹ برندهٔ جایزه امپایر بهترین فیلم ترسناک شد.